# Floorball-Bundesliga Österreich 2016/17
Die Floorball-Bundesliga Österreich 2016/17 war eine Spielzeit der österreichischen Floorball-Bundesliga.

## Herren Bundesliga (Großfeld)
Die österreichische Floorball-Staatsmeisterschaft auf dem Großfeld der Herren begann am 17. September 2016. Titelverteidiger war der SU Wiener FV, der in zwei Finalspielen den Titel an den VSV Unihockey verlor.
Teilnehmer:
- VSV Unihockey
- TVZ Wikings Zell am See
- SU Wiener FV
- KAC Floorball
- Unihockey Vorarlberg

Modus:
Die Vorrunde zur österreichischen Herren(Großfeld)-Staatsmeisterschaft wurde in einer doppelten Vor- und Rückrunde ausgespielt. Die besten vier Mannschaften des Grunddurchgangs ermittelten in einer "Best of 3"-Serie die Finalisten. Das Finale wurde ebenfalls im "Best of 3"-Modus ausgespielt.
| Pl. | Verein                  | Sp. | S(OT) | N(OT)  | Diff. | Pkt. |
| --- | ----------------------- | --- | ----- | ------ | ----- | ---- |
| 01. | SU Wiener FV            | 16  | 13(1) | 03(0)  | +059  | 38   |
| 02. | VSV Unihockey           | 16  | 9(0)  | 07(1)  | +027  | 28   |
| 03. | KAC Floorball           | 16  | 9(3)  | 07(0)  | -07   | 24   |
| 04. | TVZ Wikings Zell am See | 16  | 7(1)  | 09(3)  | -014  | 23   |
| 05. | Unihockey Vorarlberg    | 16  | 2(0)  | 014(1) | -065  | 7    |

Play-offs – Halbfinale:
- SU Wiener FV – TVZ Wikings Zell am See  5:4 (3:0, 2:1, 0:3) am 25. März 2017
- VSV Unihockey – KAC Floorball  3:2 (0:1, 1:0, 1:1; 1:0) am 25. März 2017
- KAC Floorball – VSV Unihockey  6:7 (2:3, 1:2, 3:2) am 1. April 2017
- TVZ Wikings Zell am See – SU Wiener FV  11:9 (4:5, 2:2, 5:2) am 1. April 2017
- SU Wiener FV – TVZ Wikings Zell am See  9:5 (2:0, 3:1, 4:4) am 8. April 2017

Damit zogen SU Wiener FV und VSV Unihockey in das Finale ein.

Finale:
- 1. Spiel: SU Wiener FV – VSV Unihockey  5:9 (2:1, 2:1, 1:7) am 29. April 2017
- 2. Spiel: VSV Unihockey – SU Wiener FV  7:6 (1:1, 4:1, 2:4) am 6. Mai 2017

VSV Unihockey mit 2:0 Siegen Österreichischer Herren-Floorball-Staatsmeister 2017.

## Damen Bundesliga (Großfeld)
Die österreichische Floorball-Staatsmeisterschaft der Damen auf dem Großfeld begann am 24. September 2016. Titelverteidiger war der TVZ Wikings Zell am See.
Im Finale gegen den TVZ Wikings Zell am See gelang es dem SU Wiener FV sich in 3 Finalspielen durchzusetzen.
Teilnehmer:
- TVZ Wikings Zell am See
- SU Wiener FV
- IBC Leoben
- FBC Grasshoppers Zurndorf

Modus:
Der Grunddurchgang zur österreichischen Damen(Großfeld)-Staatsmeisterschaft wurde in insgesamt 10 Vorrunden ausgespielt. Die besten vier Mannschaften des Grunddurchgangs ermittelten in einer "Best of 3"-Serie die Finalisten. Das Finale wurde in einem "Best of 3"-Modus ausgespielt.
| Pl. | Verein                    | Sp. | S(OT) | N(OT) | Diff. | Pkt. |
| --- | ------------------------- | --- | ----- | ----- | ----- | ---- |
| 01. | TVZ Wikings Zell am See   | 6   | 6(0)  | 00(0) | +029  | 18   |
| 02. | SU Wiener FV              | 6   | 4(0)  | 02(0) | +025  | 12   |
| 03. | FBC Grasshoppers Zurndorf | 6   | 1(0)  | 05(0) | -022  | 3    |
| 04. | VSV Unihockey             | 6   | 1(0)  | 05(0) | -032  | 3    |

Play-offs – Halbfinale:
- SU Wiener FV – FBC Grasshoppers Zurndorf  9:5 (2:1, 2:2, 5:2) am 25. März 2017
- VSV Unihockey – TVZ Wikings Zell am See  4:5 (2:0, 1:2, 1:3) am 25. März 2017
- FBC Grasshoppers Zurndorf – SU Wiener FV  2:11 (1:3, 0:4, 1:4) am 1. April 2017
- TVZ Wikings Zell am See – VSV Unihockey  9:0 (2:0, 2:0, 5:0) am 1. April 2017

Damit zogen SU Wiener FV und TVZ Wikings Zell am See mit jeweils 2:0 Siegen in das Finale ein.

Finale:
- 1. Spiel: TVZ Wikings Zell am See – SU Wiener FV  4:2 (2:1, 2:0, 0:1) am 29. April 2017
- 2. Spiel: SU Wiener FV – TVZ Wikings Zell am See  5:4 (1:2, 2:2, 2:0) am 6. Mai 2017
- 3. Spiel: TVZ Wikings Zell am See – SU Wiener FV  4:5 (0:2, 2:1, 2:2) am 13. Mai 2017

SU Wiener FV mit 2:1 Siegen Österreichischer Damen-Floorball-Staatsmeister 2017.